# Xã Nunda, Quận McHenry, Illinois
Xã Nunda (tiếng Anh: Nunda Township) là một xã thuộc quận McHenry, tiểu bang Illinois, Hoa Kỳ. Năm 2010, dân số của xã này là 38.245 người.